# Matanzas
Matanzas ist die Hauptstadt der gleichnamigen Provinz in Kuba mit 151.624 Einwohnern (Zensus 2012). Die Stadt Matanzas ist der größte Ort im gleichnamigen Municipio. Der internationale Flughafen Varadero liegt auf dem Gebiet des Municipios Matanzas.

## Geografie

Bucht von Matanzas

Matanzas vom Stadtteil Versalles aus

Die Stadt liegt lediglich 3 m über dem Meeresspiegel, 102 km östlich von Havanna, 40 km westlich von Varadero und 833 km westlich von Santiago de Cuba zwischen den Flüssen Yumuri und San Juan im Nordwesten von Kuba.

## Geschichte

Stadtteil Versalles in Matanzas

1693 erfolgte die Gründung der Stadt. Der Name Matanzas bedeutet so viel wie „Gemetzel“ oder „Schlachtungen“ und steht für die Schlachtungen, die am Hafen durchgeführt wurden. Es ist der einzige Hafen, über den früher Rinder exportiert wurden. Eine andere Theorie besagt, dass sich der Name der Stadt aus der Zeit der kriegerischen Auseinandersetzungen zwischen Ureinwohnern und Einwanderern ableitet.
Matanzas war ein wichtiger Umschlagplatz für Sklaven, Tabak, Kaffee und Zuckerrohr. Im 19. Jahrhundert wurde Matanzas zur Hauptstadt des Zuckers mit mehr als der Hälfte der Gesamtproduktion Kubas.
Im Kuba des 19. Jahrhunderts entwickelte sich die Stadt aufgrund der Exporte von Zucker und anderen Produkten in die Vereinigten Staaten mit hoher Geschwindigkeit. Diese Blüte ging darauf zurück, dass eine schöne, nützliche Bucht sowie ein ausgedehntes, fruchtbares Tal vorhanden waren und wichtige Zuckerrohrpflanzungen nahe lagen. Diese wirtschaftliche Entwicklung schuf ein kulturelles Klima, das Intellektuelle, Schriftsteller und Musiker anzog und der Stadt damals den Namen „das Athen Kubas“ eintrug. Matanzas ist der Geburtsort der kubanischen Tänze „Danzon“ und „Danzonete“.

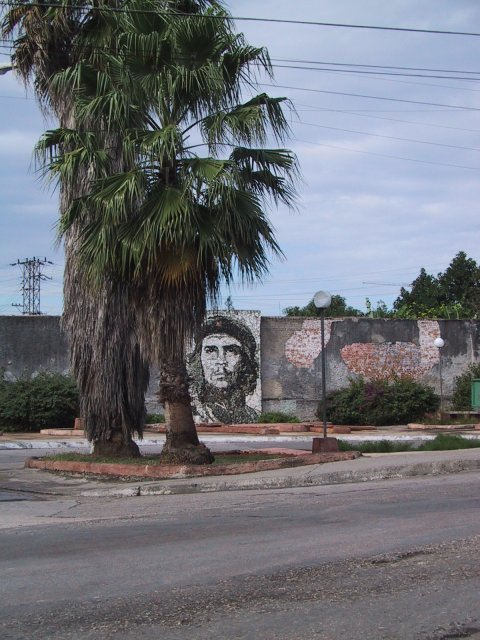
Wandmosaik von Che Guevara in Matanzas

Matanzas ist heute in erster Linie (ähnlich wie die Stadt Cárdenas) Wohnort der im Touristenort Varadero beschäftigten Kubaner.
Am 18. Oktober 2024 um 11:00 Uhr ging das Kraftwerk Antonio Guiteras, das größte Kraftwerk Kubas mit Standort Matanzas vom Netz. Daraufhin fiel in gesamt Kuba für zwei Tage der Strom aus.

## Ökonomie
Matanzas ist der Standort des größten Kraftwerks Kubas, dem Antonio Guiteras, welches von der staatlichen Unión Eléctrica betrieben wird. In ihm wird Öl thermoelektrisch verstromt. Das Kraftwerk gilt aufgrund mangelnder Wartung als sehr störungsanfällig.
Des Weiteren befindet sich hier Kubas größter Ölhafen, wo sowohl Rohöl für die Elektrizitätsproduktion als auch Benzin und Diesel empfangen werden. Auch dieser geriet im Jahr 2022 in die Schlagzeilen, nachdem im August des Jahres durch einen Blitzschlag ein fünftägiges Großfeuer ausbrach und einen großen Teil der dort gelagerten Reserven vernichtete, nachdem Öl und Kraftstoffe durch die Wirtschaftskrise sowieso schon knappe Güter waren.

## Sehenswürdigkeiten
- Das Pharmazeutische Museum am Freiheitspark, Avenida Milanes: wurde 1882 vom Arzt Ernesto Triolet gegründet. Nach der Revolution von 1959 musste die Apotheke schließen und seither ist sie ein Museum. Antike Porzellanfläschchen aus Frankreich und alte Glasbehälter aus Böhmen füllen die Regale. Anhand von Mörsern, alten Glasflaschen, Porzellanschalen, Destillierkolben und medizinischen Instrumenten lässt sich die damalige Arzneimittelherstellung nachvollziehen.

Weitere Sehenswürdigkeiten:
- Bellamar Höhle (Tropfsteinhöhle)

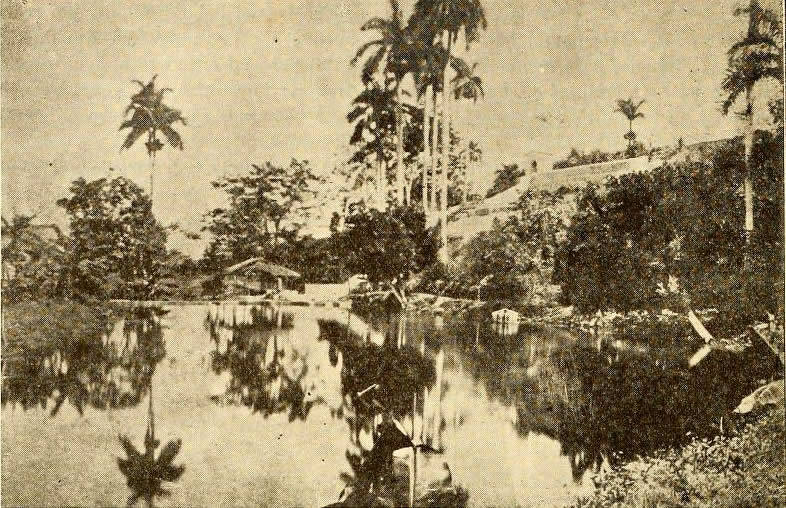
Beginn des Aquäduktes von Matanza

- Brücken von Matanzas (Puente de la Concordia und andere)
- Kunstgalerie im Sitz der Poder Popular (Calle Ayuntamiento)
- Sauto Theater an der Bucht von Matanzas
- Castillo de San Severino (im Norden der Stadt)
- Historisches Museum am Freiheitspark
- Hershey-Bahn, Kubas einzige elektrische Bahnstrecke nach Havanna
- Acuaducto de Matanza, erbaut vom deutschen Ingenieur F. Heydrich 1870[4]
- Consejo Provincial de Artes Visuales in der Galerie Pedro Esquerré, zeigt Ausstellungen zeitgenössischer Kunst.
- Puente de Bacunayagua (20 km westlich im Zuge der Vía Blanca)
- Puente de Canímar (9 km östlich im Zuge der Vía Blanca)
- Das Museo de Arte de Matanzas zeigt afrikanische Kunst und holländische Druckgrafiken

## Bildung
In der Stadt befindet sich die Universidad de Matanzas „Camilo Cienfuegos“.

## Söhne und Töchter der Stadt
- Fernando Heydrich Klein (1827–1903), Erbauer des Aquädukts von Matanzas
- José White Lafitte (1836–1918), Geiger und Komponist
- Louis Oscar Amoëdo y Valdes (1863–1945), Arzt und Zahnarzt, Begründer der modernen forensischen Zahnmedizin
- Agustín Acosta (1886–1978), Politiker und Schriftsteller
- Ángel Reyes (1889–nach 1941), Komponist und Violinist
- Clara Porset (1895–1981), Möbeldesignerin und Innenarchitektin
- Rogelio Martínez Díaz (1905–2001), Gitarrist, Sänger und Leiter der Sonora Matancera
- Dámaso Pérez Prado (1916–1989), Musiker und Komponist
- Abraham Maciques (1934–2025), Wirtschafts-Manager
- Rogelio Martínez Furé (1937–2022), Folklorist, Musikethnologe und -wissenschaftler
- Rafael Bienvenido Cruz (* 1939), US-amerikanischer Mathematiker, Physiker und Pastor, Vater von Ted Cruz
- Sugar Ramos (1941–2017), Boxer
- Willy „El Baby“ Rodríguez (* 1941), Sänger
- Hilda Elvira Santiago (* 1947), Pianistin, Komponistin, Chorleiterin und Musikpädagogin
- Odaline de la Martinez (* 1949), Komponistin und Dirigentin
- Pedro Juan Gutiérrez (* 1950), Schriftsteller, Maler, Bildhauer und Journalist
- Andrés Aldama (* 1956), Olympiasieger im Boxen
- Joel Isasi (* 1967), Sprinter
- Omar Rodriguez Calvo (* 1973), Jazzmusiker
- Yosvany Sánchez Larrudet (* 1975), Ringer
- Ricardo Izquierdo (* 1978), Jazzmusiker
- Sergio Álvarez Boulet (* 1979), Gewichtheber
- Nelkis Casabona (* 1984), Sprinterin
- Lisandra Guerra (* 1987), Bahnradsportlerin
- Andy Granda (* 1992), Judoka
- Javier Ibáñez (* 1996), bulgarisch-kubanischer Boxer
- Mario Díaz (* 1999), Diskuswerfer